# Utrechtsestraat

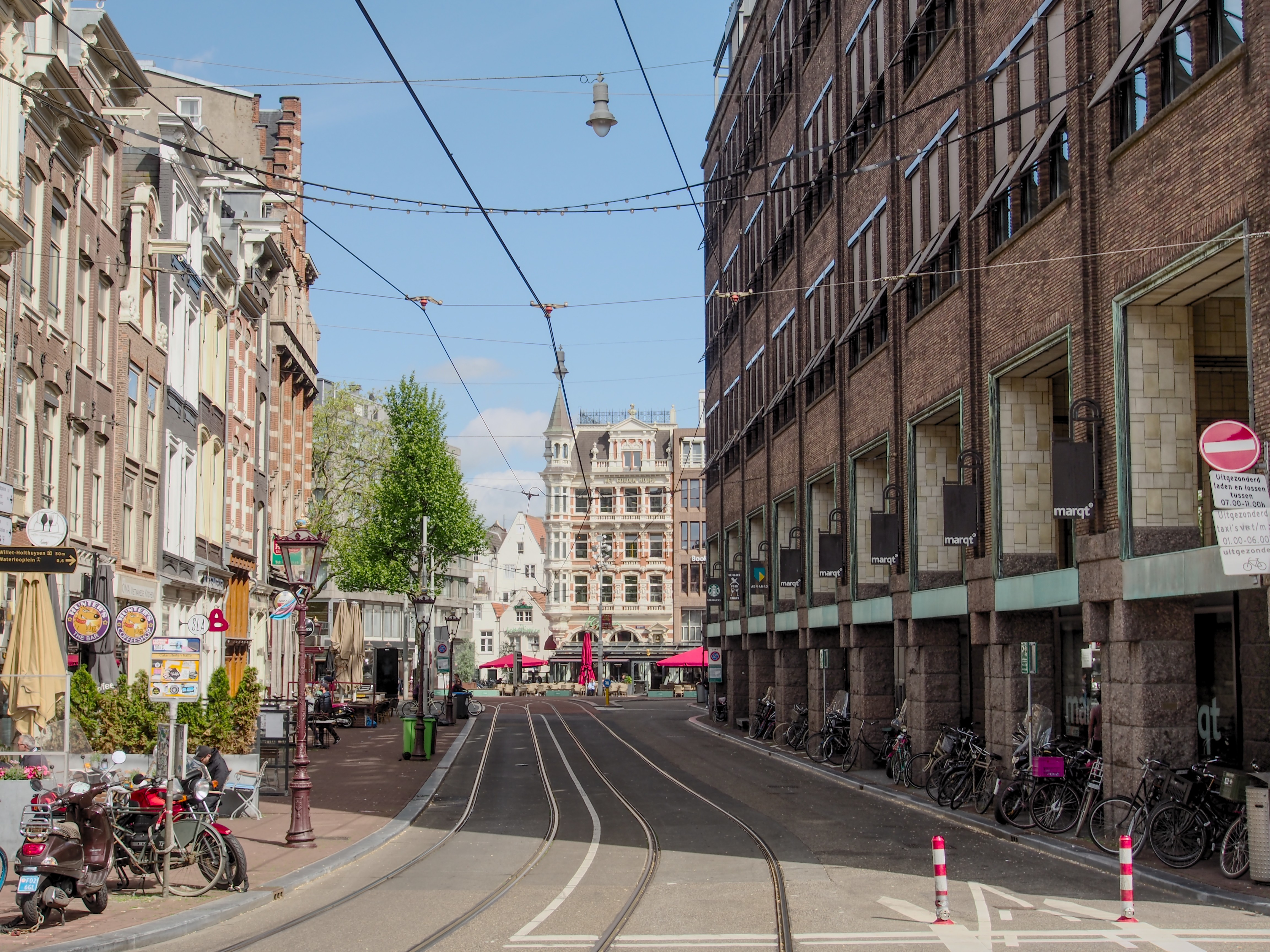
Vue de la partie nord de l'Utrechtsestraat, en direction de la Rembrandtplein.

La Utrechtsestraat  (« Rue d'Utrecht » en néerlandais) est une rue commerçante d'Amsterdam. Située dans l'arrondissement Centrum, elle relie la Rembrandtplein au nord à la Frederiksplein au sud.

## Situation et accès
La rue est bordée d'une multitude de boutiques, bars et restaurants qui en font l'une des principales rues commerçantes du centre-ville. Elle est perpendiculaire à trois canaux du Grachtengordel qu'elle croise : le Herengracht, le Keizersgracht et le Prinsengracht. Elle permet le passage de la ligne 4 du tramway d'Amsterdam.

## Origine du nom
Elle est baptisée en l'honneur de la ville d'Utrecht car elle reliait initialement la Reguliersbreestraat à la Utrechtsepoort (« Porte d'Utrecht »). 

## Historique
La rue est construite dans le cadre du plan d'expansion de la ville de 1658. Après d'importants travaux débutés en 2009, elle est rouverte à la circulation à l'été 2012.